# Zhu Min
Zhu Min (chiń. 朱民; ur. 1952 w Szanghaju) – chiński ekonomista, zastępca dyrektora generalnego Międzynarodowego Funduszu Walutowego (od lipca 2011), w latach 2010–2011 doradca specjalny dyrektora generalnego MFW, zastępca prezesa Ludowego Banku Chin, współpracownik Banku Światowego (1990–1996), wykładowca Johns Hopkins University i Uniwersytetu Fudan w Szanghaju.

## Życiorys
Zhu Min zdobył tytuł doktora nauk ekonomicznych (Ph.D.) na Johns Hopkins University, gdzie wcześniej uzyskał magisterium. Zhu Min zdobył również tytuł magistra administracji publicznej (M.P.A.) na Uniwersytecie Princeton oraz stopień bakałarza (B.A.) w dziedzinie ekonomii na Uniwersytecie Fudan w Szanghaju.
W latach 1990–1996 pracował jako ekonomista w Banku Światowym. W latach 1998–2009 pełnił funkcje menedżerskie w Bank of China i Institute of International Finance (IIF), a od 2009 był zastępcą prezesa Ludowego Banku Chin.
W 2010 Dominique Strauss-Kahn – ówczesny dyrektor generalny MFW – powołał go na stanowisko swojego doradcy. W lipcu 2011 Zhu Min objął stanowisko zastępcy dyrektora generalnego MFW.